# ISO 3166-2:BJ

Mapa administrativního členění státu Benin

Kódy ISO 3166-2 pro Benin identifikují 12 departmentů (stav v roce 2015). První část (BJ) je mezinárodní kód pro Benin, druhá část sestává z dvou písmen identifikujících department.

## Změny
- Věstník I-2 Archivováno 31. 1. 2012 na Wayback Machine. přidává 6 regionů (BJ-AL, BJ-CO, BJ-DO, BJ-KO, BJ-LI, BJ-PL)

## Seznam kódů
| kód   | department |
| ----- | ---------- |
| BJ-AL | Alibori    |
| BJ-AK | Atakora    |
| BJ-AQ | Atlantique |
| BJ-BO | Borgou     |
| BJ-CO | Collines   |
| BJ-DO | Donga      |
| BJ-KO | Kouffo     |
| BJ-LI | Littoral   |
| BJ-MO | Mono       |
| BJ-OU | Ouémé      |
| BJ-PL | Plateau    |
| BJ-ZO | Zou        |